# Ergonomia

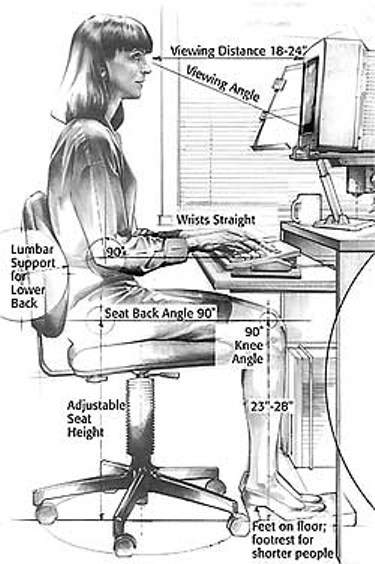
Ergonomiczne stanowisko pracy przy komputerze

Ergonomia (gr. εργον, czyt. ergon – 'praca' i νομος, czyt. nomos– 'prawo') – nauka o pracy; dyscyplina naukowa zajmująca się przystosowaniem narzędzi, maszyn, środowiska oraz warunków pracy do anatomicznych i psychofizycznych możliwości człowieka. 
Twórcą terminu „ergonomia” jest Wojciech Jastrzębowski, który zdefiniował ją jako naukę o używaniu nadanych człowiekowi od Stwórcy sił i zdolności. Jej celem głównym jest polepszanie warunków pracy człowieka, które obejmuje dostosowanie ich do możliwości pracownika oraz właściwy dobór pracownika do danej pracy i jego edukację, obejmującą specyfikę stanowiska. 
Ergonomia ma na celu humanizowanie pracy poprzez taką organizację układu „człowiek – maszyna – warunki otoczenia”, aby wykonywana ona była jak najefektywniej i przy możliwie niskim koszcie biologicznym, co uzyskuje się m.in. poprzez eliminację źródeł chorób zawodowych. Ergonomia jest nauką interdyscyplinarną. Korzysta z dorobku takich nauk lub dziedzin naukowych jak: psychologia pracy, socjologia pracy, fizjologia pracy, higiena, medycyna pracy, organizacja pracy, antropometria oraz nauk technicznych, np. budowy maszyn.
Wyróżnia się ergonomię koncepcyjną (wprowadzanie zasad ergonomii podczas opracowania koncepcji oraz projektowania) i ergonomię korekcyjną (korektę warunków pracy na drodze modernizacji już funkcjonujących stanowisk pracy z użyciem maszyn, urządzeń).